# Comedy Central Polska
Comedy Central Polska ist der polnische Ableger des US-Senders Comedy Central. Er startete am 19. Oktober 2006 und sendet 24 Stunden lang. In Europa war der polnische Ableger der erste Ableger von Comedy Central und gleichzeitig der vierte Sender in Polen, der von Viacom betrieben wird.
Seit dem 31. Oktober 2014 sendet Comedy Central HD.

## Sendungen
- Arrested Development
- Big Time Rush
- Drake i Josh (Drake & Josh)
- iCarly
- Family Guy
- It’s Always Sunny in Philadelphia
- The IT Crowd
- Nieidealna (Unfabulous)
- True Jackson
- Victoria znaczy zwycięstwo (Victorious)